# Humperky

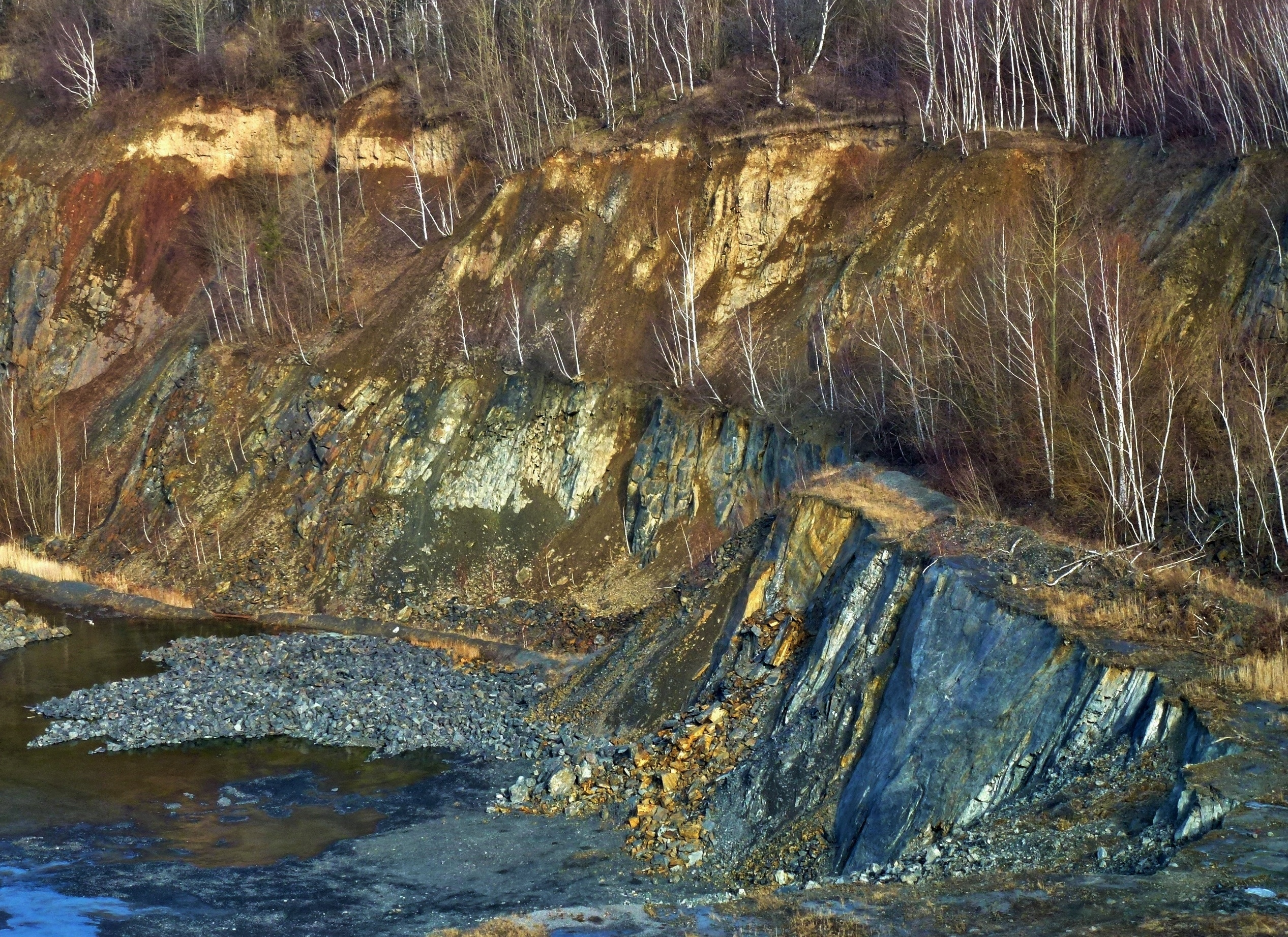
Teilaufnahme des Steinbruches

Der Humperky (deutsch Humberg) ist ein Berg von ehemals 469 m n.m. in der Skutečská pahorkatina (Skutscher Hügelland) in Tschechien. Er liegt am südlichen Stadtrand von Skuteč im Okres Chrudim und ist großteils durch einen Steinbruch abgebaut. Der Berg wird als Standort der mittelalterlichen Königsburg „Wyschonis“ angesehen.

## Geographie
Der Humperky erhebt sich einen Kilometer südlich des Stadtzentrums von Skuteč. Im Norden und Osten wird der Berg von der Bahnstrecke Svitavy–Žďárec u Skutče umfahren, an seinem nordwestlichen Fuße liegt der Bahnhof Skuteč (früher Skutsch-Stadt). Weitere umliegende Ortschaften sind Lažany im Osten, Dolívka im Südosten, Žďárec u Skutče im Südwesten und V Lázních im Westen. Auf der Anhöhe gegen Süden liegt der Feldflugplatz Skuteč (LKSK). 

## Geschichte
Der Überlieferung nach soll im 10. Jahrhundert auf dem Humperky eine – wahrscheinlich hölzerne – Burg des Herzogs Slavník gestanden sein. Es wird angenommen, dass sich im 13. Jahrhundert auf dem Berg eine Königsburg befand. Dort fand vermutlich das Treffen auf dem „Berg Scac“ zwischen dem böhmischen König Ottokar I. Přemysl, Herzog Leopold, dem päpstlichen Legaten Kardinal Gregor von Crescenz, den Bischöfen Andreas von Prag, Robert von Olmütz, Johann von Neitra und Laurenz von Breslau sowie zahlreichen Pröpsten und hohen Vertretern der Stände wegen Behebung des Interdikts statt, das am 2. Juli 1221 zum Abschluss eines neuen Vertrages zwischen dem böhmischen König und der Kirche führte. Palacký vermutet dagegen, dass die Burg Staatz der Ort des Treffens war. Die 1289 in einer Urkunde über den Austausch einiger Burgen und Siedlungen mit Markgraf Friedrich von Meißen unter den königlich böhmischen Besitzungen zusammen mit der Stadt Skuteč erwähnte Burg „Wyschonis“ (Sebin Wyschonis et Zkuts) wird als die Burg auf den Humperky angesehen. Die Burg erlosch wahrscheinlich zu Beginn des 14. Jahrhunderts.
In der ersten Hälfte des 19. Jahrhunderts wurden in den Feldern am Humperky noch Reste von Mauerwerk unter der Dammerde gefunden, sichtbare Ruinen waren nicht mehr vorhanden.
An der Nordseite des Humperky wurde in der zweiten Hälfte des 19. Jahrhunderts ein Steinbruch angelegt. Das gewonnene Gestein wurde als Baumaterial – vorrangig für den Straßen- und Gleisbau – verwendet. Bei der Verlängerung der Lokalbahn Zwittau–Polička bis zur Station Skutsch der Österreichischen Nordwestbahn wurde Schotter aus dem Steinbruch verwendet. Vom Haltepunkt Skutsch-Stadt wurde ein Anschlussgleis zur Aufbereitung des Steinbruches angelegt. 
In den 1950er Jahren wurde am Humperky mit dem intensiven Steinbruchbetrieb begonnen, wobei auch der Burgstall vollständig zerstört wurde. Das 1952 auf dem Bergstumpf über dem Haltepunkt Skuteč-město neu angelegte stationäre Brechwerk wurde mehrfach modernisiert und konnte pro Stunde bis 42 t Gestein verarbeiten. Die im Steinbruch gewonnene Hornblende wurde mit Dumpern zum Brechwerk gefahren und mittels Förderband zur Weiterverarbeitung zu den Steinbruchanlagen hinter dem Bahnhof transportiert; die Abfuhr des Schotters erfolgte über das Anschlussgleis zur Bahnstrecke Svitavy–Žďárec u Skutče. Durch den intensiven Steinbruchbetrieb wurde der Berg in der zweiten Hälfte des 20. Jahrhunderts großteils abgebaut. Der Betrieb des Brechwerkes führte zu Lärm- und Staubbelästigungen in der Stadt. Nach der Samtenen Revolution wurde der Steinbruchbetrieb stark zurückgefahren. Betreiber ist heute die Gesellschaft Granita, die den Schotter im Bruch mit mobilen kleinen Brechern produziert. Heute sind nur noch Reste der demontierten Technologien des einstigen Großbetriebs zu sehen.
Deutlich sichtbar sind die verschiedenen Etagen des langjährigen Steinbruchbetriebs, von denen die untersten zum Teil abgesoffen sind. 